# Firdavs Chakalov
Firdavs Chakalov (sinh ngày 24 tháng 2 năm 1996), là một cầu thủ bóng đá Tajikistan thi đấu ở vị trí hậu vệ cho đội bóng tại Giải bóng đá vô địch quốc gia Tajikistan CSKA Pamir Dushanbe.

## Sự nghiệp

### Quốc tế
Chakalov ra mắt quốc tế trong chiến thắng 2–1 tại vòng loại Cúp bóng đá châu Á 2019 trước Nepal, thay cho Davron Ergashev vào phút 74.

## Thống kê sự nghiệp

### Quốc tế
| Đội tuyển quốc gia Tajikistan | Đội tuyển quốc gia Tajikistan | Đội tuyển quốc gia Tajikistan |
| Năm                           | Số trận                       | Bàn thắng                     |
| ----------------------------- | ----------------------------- | ----------------------------- |
| 2017                          | 1                             | 0                             |
| Tổng                          | 1                             | 0                             |

Thống kê chính xác đến trận đấu diễn ra ngày 5 tháng 9 năm 2017